# Walter Hildebrandt (Politiker)
Walter Hildebrandt (* 2. April 1892 in Riesenburg/Westpreußen; † 19. April 1966 in Cuxhaven) war ein deutscher Politiker (GB/BHE).

## Leben
Nach dem Besuch des Realgymnasiums nahm Hildebrandt eine Tätigkeit als Beamter auf. Im Ersten Weltkrieg war er Kriegsteilnehmer zwischen 1914 und 1918, zuletzt als Reserveoffizier. Im Jahr 1919 wurde er Deutscher Sekretär der Alliierten Verwaltung und wechselte danach in die Verwaltung des Hohen Kommissars des Völkerbundes. 1920 wurde er Generalsekretär für die Danzig-Polnischen Verhandlungen und 1921 Leiter der Außenhandelsstelle. Diese Position übte er aus, bis er 1925 zum Direktor des Aufsichtsamtes für Privatversicherung wurde. Im Jahr 1935 wurde er Preiskommissar der Freien Stadt Danzig und Leiter der Abteilung für Arbeitsbeschaffung und der Förderstelle für Industrie- und Gewerbe bei der Senatsabteilung für Wirtschaft und Arbeit. Ab Januar 1940 war er Leiter der Abteilung für Wirtschaft und Arbeit sowie des Landeswirtschaftsamtes in Danzig/Westpreußen.

## Politik
Nach dem Zweiten Weltkrieg engagierte sich Hildebrandt in Organisationen der Heimatvertriebenen. So war er Kreisvorsitzender des Bundes vertriebener Deutscher in Cuxhaven. Im Wahlkreis Cuxhaven – Hadeln – Wesermünde kandidierte er bei der Bundestagswahl 1949 als unabhängiger Kandidat erfolglos für den Deutschen Bundestag. Nach Aufhebung der Lizenzierungspflicht wurde Hildebrandt Kreisvorsitzender des GB/BHE. Zudem war er Mitglied des geschäftsführenden Vorstandes sowie des Bundesvorstandes des GB/BHE.
Hildebrandt war von 1951 bis 1953 Mitglied des Niedersächsischen Landtages. Er war vom 23. November 1953 bis zum 30. September 1954 stellvertretender Vorsitzender der GB/BHE-Landtagsfraktion. Vom 1. Oktober 1954 bis zum 27. September 1957 und vom 6. Oktober 1958 bis zum 5. Mai 1963 war er Vorsitzender der GB/BHE-Landtagsfraktion bzw. ab der Fusion von DP und GB/BHE – die allerdings von der DP-Landtagsfraktion in Niedersachsen nicht vollzogen wurde, der GDP-Landtagsfraktion. Zwischenzeitlich war er Vorsitzender der gemeinsamen Landtagsfraktion von FDP und GB/BHE vom 28. September 1957 bis zum 6. März 1958.
Er war Vorsitzender des Ausschusses für Vertriebenenfragen vom 23. Oktober 1953 bis zum 5. Mai 1955. Ferner war er Vorsitzender des Ausschusses für Wirtschaft und Verkehr vom 13. Juni 1951 bis zum 5. Mai 1963. Der Landtag wählte Hildebrandt zum Mitglied der dritten Bundesversammlung, die 1959 Heinrich Lübke zum Bundespräsidenten wählte.

## Quelle
- Barbara Simon: Abgeordnete in Niedersachsen 1946–1994. Biographisches Handbuch. Hrsg. vom Präsidenten des Niedersächsischen Landtages. Niedersächsischer Landtag, Hannover 1996, S. 163.

| Personendaten    | Personendaten                     |
| ---------------- | --------------------------------- |
| NAME             | Hildebrandt, Walter               |
| KURZBESCHREIBUNG | deutscher Politiker (GB/BHE), MdL |
| GEBURTSDATUM     | 2. April 1892                     |
| GEBURTSORT       | Riesenburg, Westpreußen           |
| STERBEDATUM      | 19. April 1966                    |
| STERBEORT        | Cuxhaven                          |